# Bhandara Halli, Parasgad
Bhandara Halli là một làng thuộc tehsil Parasgad, huyện Belgaum, bang Karnataka, Ấn Độ.